# Cathédrale métropolitaine de Mexico

Plan de la cathédrale

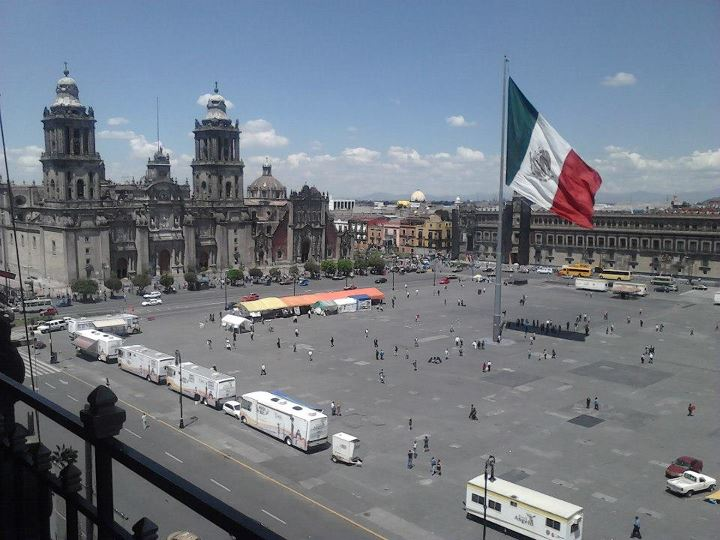
La Plaza de la Constitución avec la cathédrale.

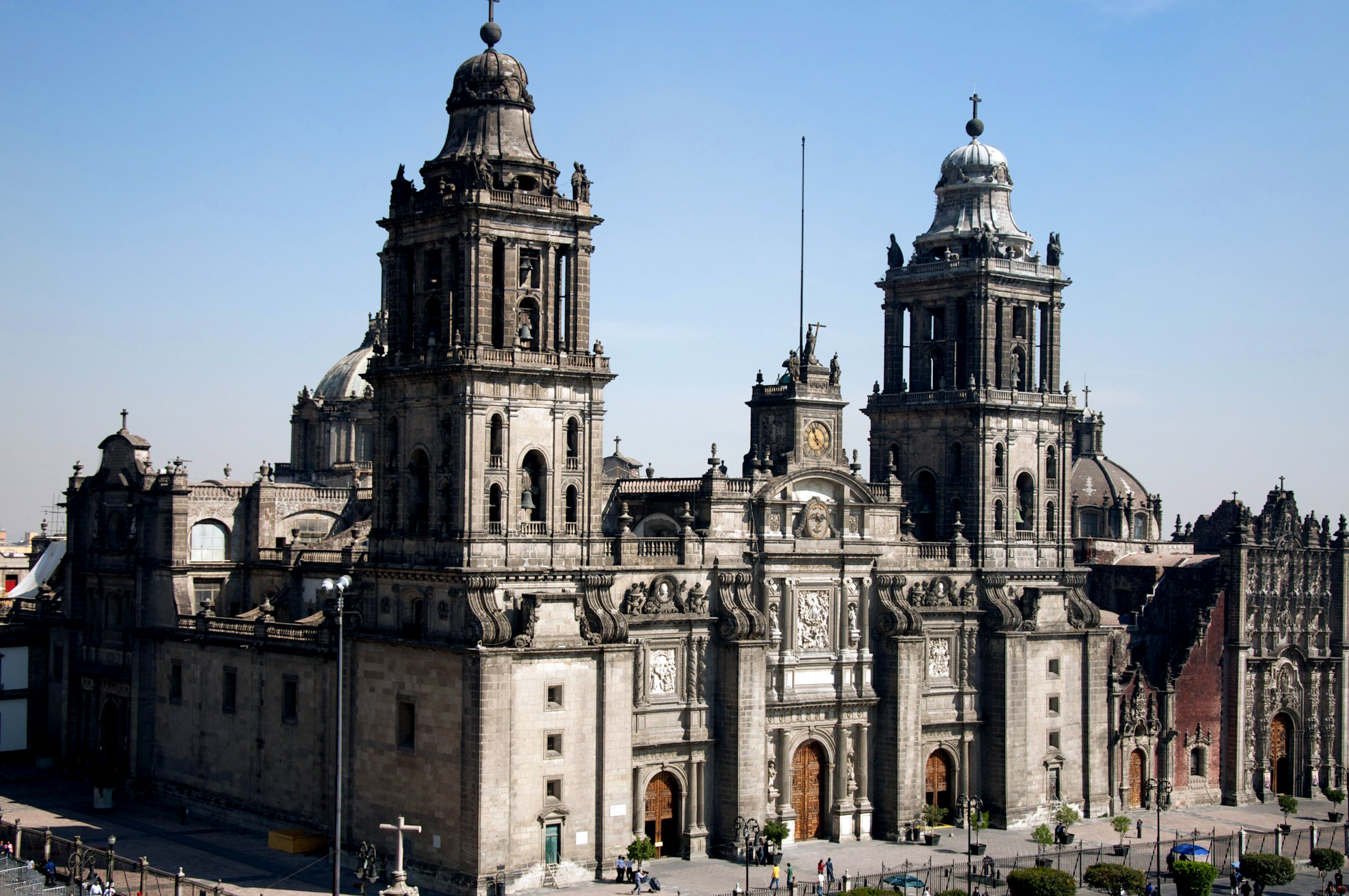
La cathédrale métropolitaine de Mexico et le tabernacle métropolitain.

La cathédrale métropolitaine de l'Assomption de la Bienheureuse Vierge Marie au Ciel de Mexico (également appelée cathédrale de l'Assomption de Marie à Mexico ou cathédrale métropolitaine de Mexico) est le siège de l'archidiocèse primatial de Mexico et se trouve sur le côté nord de la Place de la Constitution (le Zócalo) dans le centre historique de la ville de Mexico, dans le quartier de Cuauhtémoc. Faisant partie de l'ensemble architectural susmentionné dans cette zone de la ville, il est par conséquent inscrit au patrimoine mondial depuis 1987.
Fondée en 1570 pour remplacer l'ancienne cathédrale construite en 1524, la première pierre a été posée en 1571, mais les travaux ont commencé officiellement en 1573 et se sont achevés à l'intérieur en 1667 et à l'extérieur en 1813. Construite sur une superficie d'au moins deux hectares, la cathédrale occupe une surface de 7 752 mètres carrés ; les dimensions approximatives sont de 61 mètres de large sur 128 mètres de long et une hauteur de 67 mètres jusqu'au sommet des tours. Il s'agit de l'une des œuvres les plus remarquables de l'architecture coloniale espagnole. Elle a été construite selon les plans de l'architecte espagnol Claudio de Arciniega, inspirée par les cathédrales espagnoles, autour d'une église qui avait été érigée sur le site peu de temps après la conquête de Tenochtitlan par les Espagnols.
La cathédrale a quatre façades avec des portails flanqués de colonnes et de statues. Elle comporte cinq nefs avec 51 voûtes, 74 arcs et 40 colonnes ; il y a deux clochers qui contiennent actuellement 35 cloches. À l'intérieur, on trouve deux grands autels, la sacristie et le chœur. Il y a seize chapelles dédiées à différents saints, dont la construction a été financée par différentes confréries religieuses. Les chapelles sont richement décorées d'autels, de retables, de peintures, de meubles et de sculptures. Le chœur de la cathédrale abrite deux des plus grandes orgues du XVIIIe siècle du continent. Sous l'édifice se trouve une crypte dans laquelle reposent les restes de certains archevêques du Mexico. À côté de la cathédrale se trouve le tabernacle, à l'intérieur duquel se trouve le baptistère.
En raison de la longue période de construction, un peu moins de 250 ans, pratiquement tous les principaux architectes, peintres, sculpteurs, doreurs et autres artistes plasticiens de la vice-royauté ont travaillé à un moment ou à un autre à la construction de l'enceinte. Cette même condition, celle de sa longue période de construction, a permis l'intégration des différents styles architecturaux en vigueur et en vogue au cours de ces siècles : gothique, baroque, churrigueresque, néoclassique, entre autres. Il en va de même pour les différents ornements, peintures, sculptures et meubles de l'intérieur.
Sa réalisation signifiait un point de cohésion sociale, puisque les autorités ecclésiastiques et gouvernementales, les différentes confréries et les confréries religieuses, ainsi que plusieurs générations de groupes sociaux de toutes les classes y participaient.
C'est également en raison de l'influence de l'Église catholique dans la vie publique que le bâtiment a été mêlé à des événements d'importance historique pour les sociétés de la Nouvelle-Espagne et du Mexique indépendant. Pour n'en citer que quelques-uns, on peut mentionner le couronnement d'Agustín de Iturbide et d'Ana María Huarte en tant qu'empereurs du Mexique par le président du Congrès ; la sauvegarde des restes funéraires du monarque susmentionné ; l'enterrement jusqu'en 1925 de plusieurs héros de l'indépendance tels que Miguel Hidalgo y Costilla et José María Morelos y Pavón ; les conflits entre libéraux et conservateurs provoqués par la séparation de l'Église et de l'État lors de la Réforme ; la fermeture du bâtiment pendant la guerre des Cristeros ; les visites des papes Jean-Paul II (26 janvier 1979) et François (13 février 2016) ; ou encore les célébrations du bicentenaire de l'indépendance.

## Histoire

### Historique: L'église principale

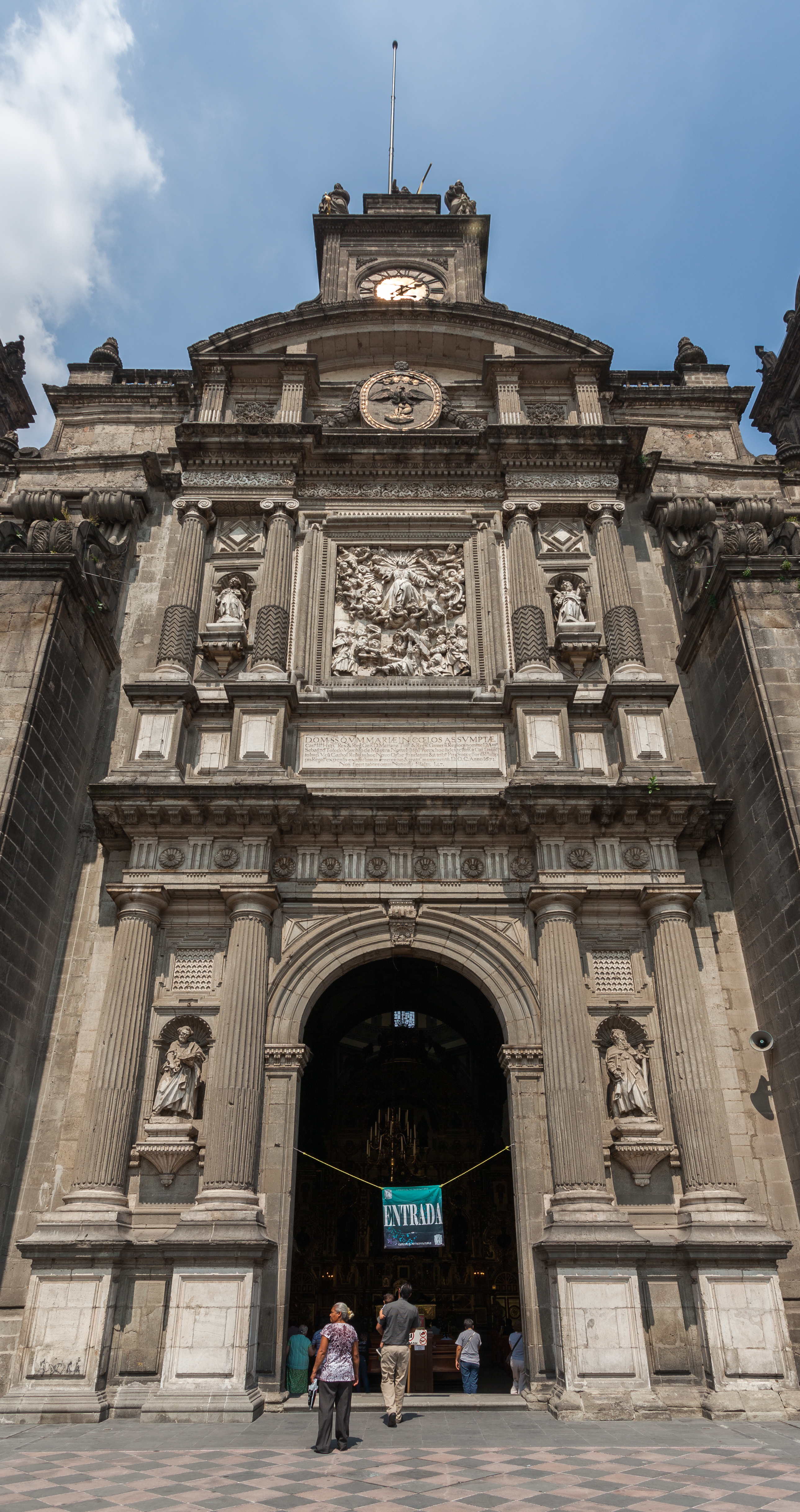
Entrée principale

Une fois la conquête espagnole de l'empire mexica achevée, et après le retour d'Hernán Cortés de l'exploration de l'actuel Honduras, les conquistadors ont décidé de construire une église sur le site du Templo Mayor de la ville de Tenochtitlan afin de consolider le pouvoir espagnol sur le territoire nouvellement conquis. La zone réservée à l'église était le terrain qui entourait l'ancien complexe mexica au nord, compte tenu du plan urbain dessiné par les Espagnols autour d'une plaza centrale.
L'architecte Martín de Sepúlveda fut le premier directeur du projet, qui commença en 1524 et s'acheva en 1532, à l'époque de Juan de Zumárraga, premier évêque du diocèse de Mexico, alors nouvellement fondé (1530). L'ancienne cathédrale était située dans la partie nord-est de la cathédrale actuelle. Elle comportait trois nefs séparées par des colonnes toscanes, le plafond central était orné de gravures complexes de Juan Salcedo Espinosa et de dorures de Francisco de Zumaya et Andrés de la Concha. La porte principale était probablement de style Renaissance. Le chœur comptait 48 sièges fabriqués à la main par Adrián Suster et Juan Montaño en bois d'ayacahuite. Pour la construction, ils ont utilisé les pierres du temple détruit du dieu Huitzilopochtli, dieu de la guerre et divinité principale des Mexica. Néanmoins, ce temple fut rapidement considéré comme insuffisant pour l'importance croissante de la capitale de la vice-royauté de Nouvelle-Espagne. Cette première église fut élevée au rang de cathédrale par le roi Charles Quint et le pape Clément VII, conformément à la bulle du 9 septembre 1534, puis nommée métropolitaine par Paul III en 1547.
Cette petite église austère, vilipendée par tous les chroniqueurs de l'époque qui la considéraient comme indigne d'une ville aussi grande et célèbre, a servi pendant de nombreuses années. En vertu de l'importance atteinte par la ville, élevée dès 1545 au rang d'archevêché, il fut bientôt ordonné d'ériger un nouveau temple, d'une somptuosité proportionnée à la grandeur de la vice-royauté grandissante, mais cette nouvelle fabrique rencontra tant d'obstacles à son démarrage, tant de difficultés pour sa poursuite, que l'ancien temple vit passer dans ses étroites nefs de somptueuses cérémonies coloniales ; et ce n'est que lorsque l'événement qui les motivait était d'une grande importance qu'une autre église, comme celle de San Francisco, fut utilisée pour ériger dans son immense chapelle de San José de los Indios le tombeau pour les honneurs funèbres de Charles Quint.
Étant donné que l'achèvement de la nouvelle église prendrait beaucoup de temps, il a été décidé en 1584 de réparer complètement l'ancienne cathédrale, qui n'était plus qu'une ruine, afin d'y célébrer le troisième concile nouvel-espagnol.
L'église, de plan basilical, était à peine plus longue que la façade de la nouvelle cathédrale ; ses trois nefs n'avaient même pas 30 mètres de large, séparées par deux dances de piliers octogonaux d'ordre toscan ; elles étaient couvertes, celle du centre par une demi-ferme en ciseaux, celles des côtés par des poutres horizontales. Outre la Puerta del Perdón, il en existait une autre appelée Puerta de los Canónigos, et peut-être une troisième à la placeta del marqués. Elle devait rester en usage jusqu'en 1625, date à laquelle elle fut démolie pour accélérer les travaux de la nouvelle cathédrale.

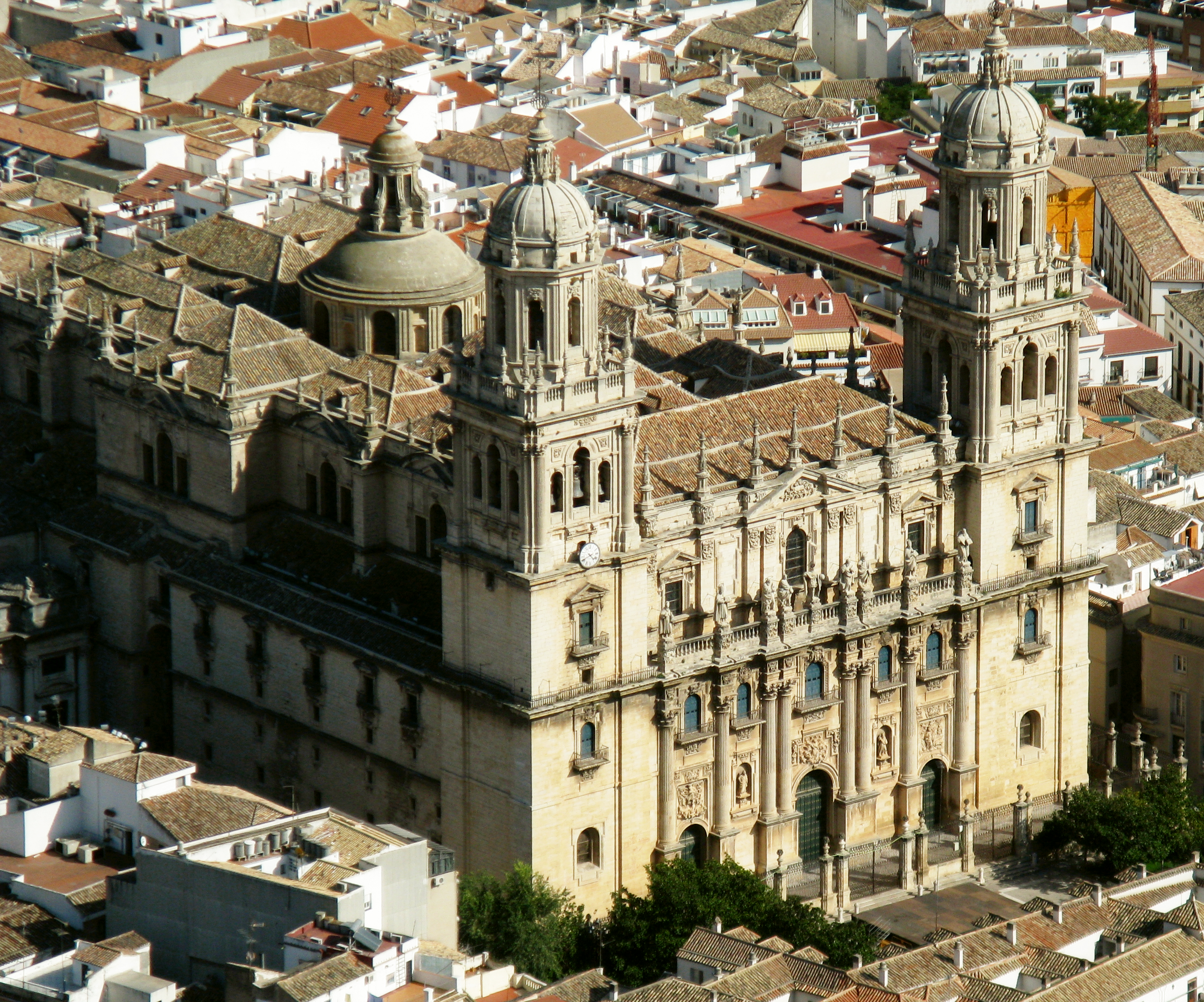
Vue de la cathédrale de Jaén.
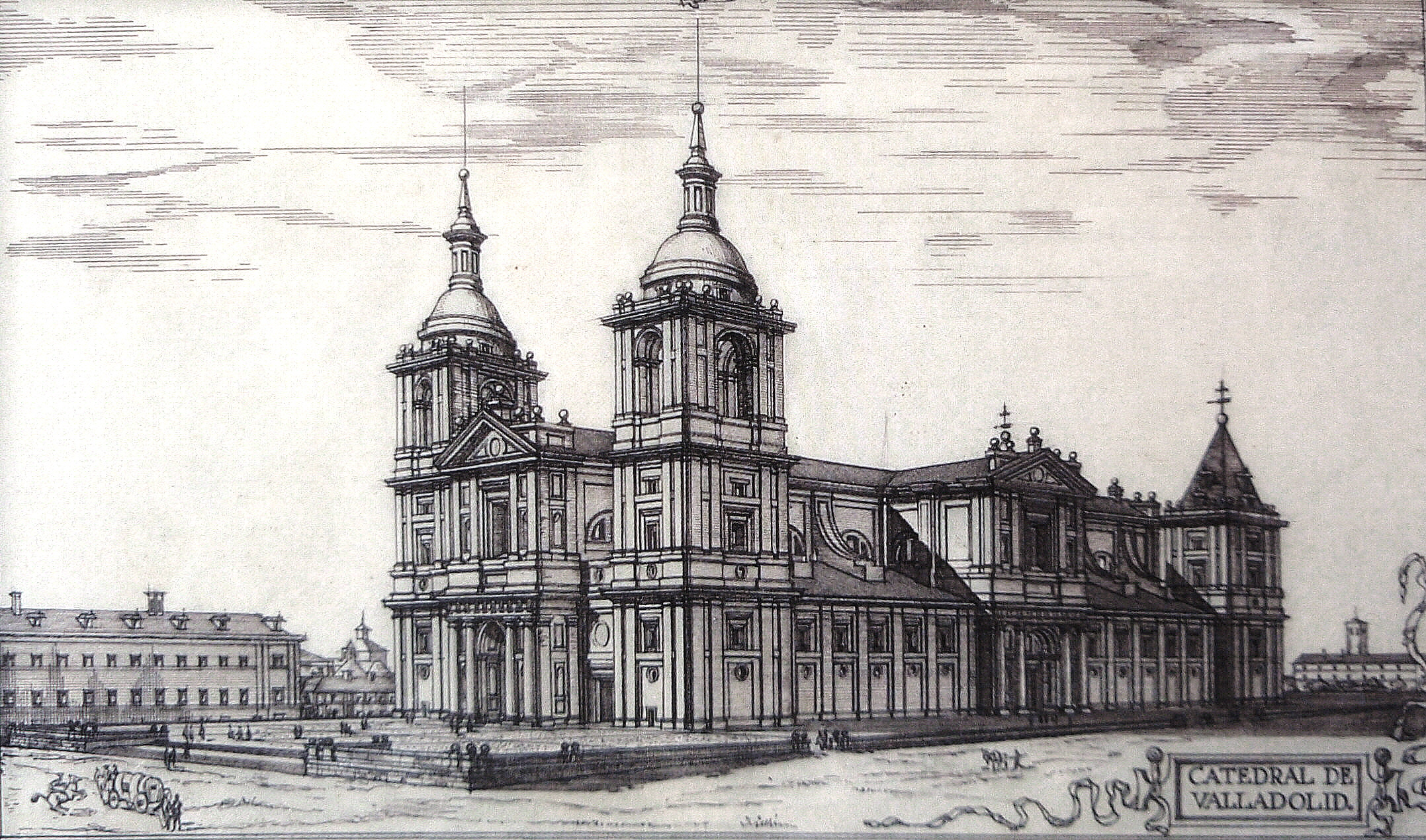
Projet pour la cathédrale de Valladolid.

### Début des travaux
« Presque toutes les cathédrales américaines de ce début de Renaissance suivent le modèle de la cathédrale de Jaén, dont la première pierre a été posée en 1540. Les cathédrales de Mexico, Puebla, ... sont de plan rectangulaire, avec tout au plus une chapelle principale octogonale. (...) Il s'est surtout inspiré de la cathédrale de Jaén de 1540, avec son plan rectangulaire et son chevet plat, bien qu'il soit probable qu'il ait également été séduit par le modèle herrerien de Valladolid, la relation de la cathédrale de Valladolid, conçue en 1580, avec les cathédrales américaines n'a pas été suffisamment prise en compte... Extrait de El Arte Hispanoamericano (1988). »

Depuis 1544, des documents officiels avaient été publiés pour demander le remplacement de l'austère cathédrale de Mexico par une plus grande, mais cela ne dépassait pas le stade de l'intention. Finalement, le 28 août 1552, la cedula a été émise pour réglementer et indiquer les étapes à suivre pour le projet de construction. La même année, un accord fut conclu selon lequel le coût de la nouvelle cathédrale serait partagé entre la couronne espagnole, les comendadores et les indigènes sous l'autorité directe de l'archevêque de Nouvelle-Espagne. Les premiers plans pour la fondation de la nouvelle cathédrale commencèrent en 1562, lorsque l'archevêque de l'époque, Alonso de Montúfar, proposa une construction monumentale à sept nefs basée sur la conception de la cathédrale de Séville, un projet qui, selon les propres termes de Montúfar, prendrait 10 à 12 ans pour être achevé. Le poids d'un ouvrage de telles dimensions sur un sous-sol d'origine marécageuse nécessiterait des fondations spéciales. Dans un premier temps, des poutres transversales ont été placées pour construire une plate-forme, ce qui a nécessité des coûts élevés et un drainage constant. Finalement, ce projet a été abandonné non seulement en raison de son coût, mais aussi à cause des inondations subies par le centre de la ville. C'est alors que, grâce à des techniques indigènes, de solides pieux en bois sont injectés à de grandes profondeurs, soit environ vingt mille pieux sur une surface de six mille mètres carrés. Le projet a été réduit de sept à cinq nefs : une nef centrale, deux nefs processionnelles et deux nefs latérales pour les 16 chapelles. La construction a commencé par des dessins et des modèles créés par Claudio de Arciniega et Juan Miguel de Agüero, inspirés par les cathédrales espagnoles de Jaén et de Valladolid.
En 1571, avec un certain retard, le vice-roi Martín Enríquez de Almansa et l'archevêque Alonso de Montúfar posèrent la première pierre du temple actuel. La construction de la cathédrale commença en 1573 (l'archevêque Pedro Moya étant archevêque) autour de l'église existante, qui devait être démolie jusqu'en 1625, date à laquelle les travaux progressèrent suffisamment pour abriter les fonctions de base de l'église.
Les travaux ont commencé avec une orientation nord-sud, contrairement à celle de la plupart des cathédrales, en raison du sous-sol gorgé d'eau qui aurait affecté l'édifice avec une orientation traditionnelle est-ouest. On construisit d'abord la salle capitulaire et la sacristie ; la construction des voûtes et des nefs dura une centaine d'années.

## Galerie

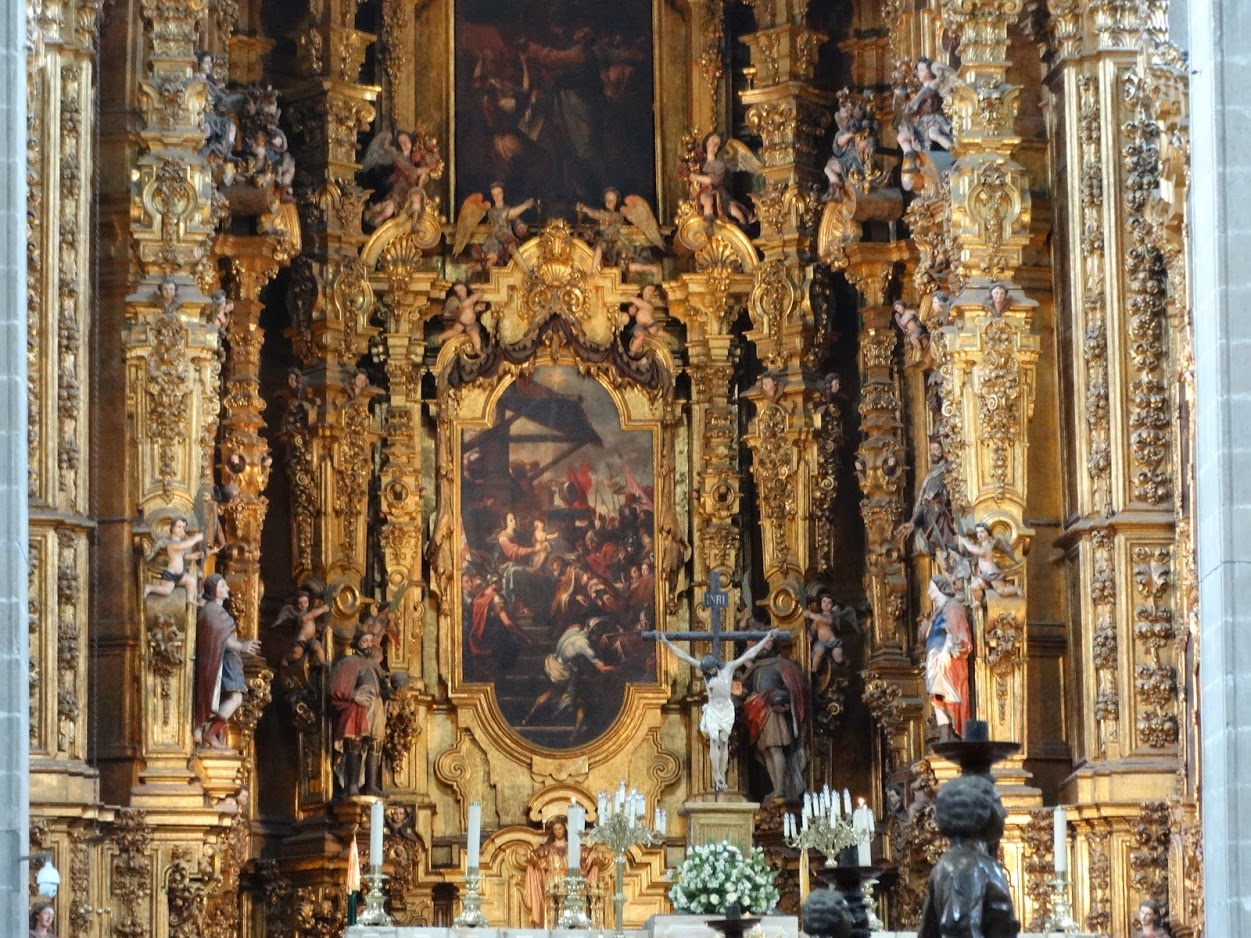
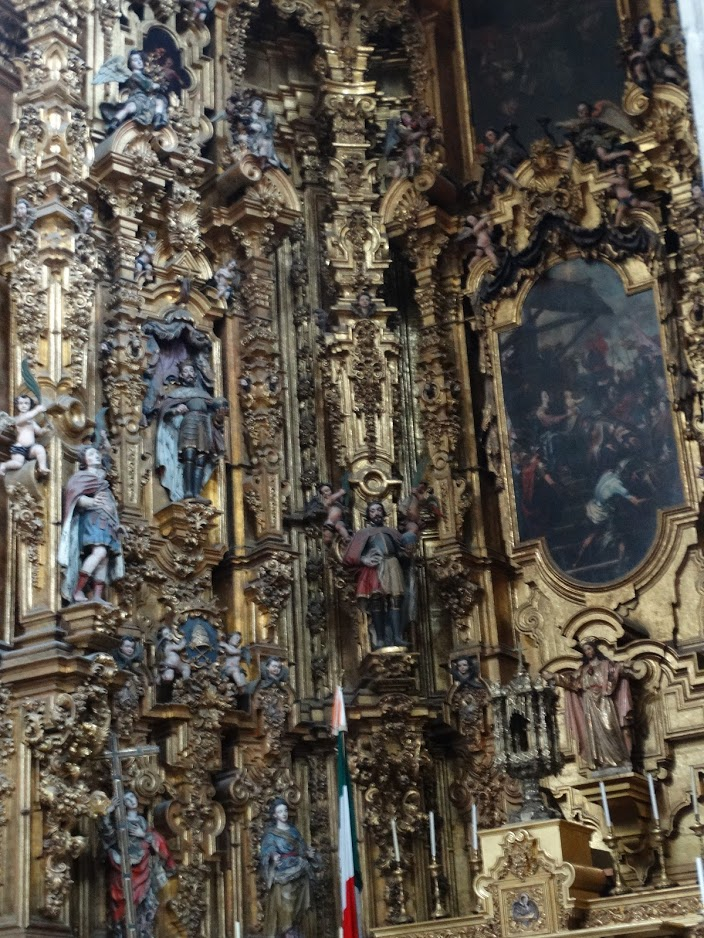
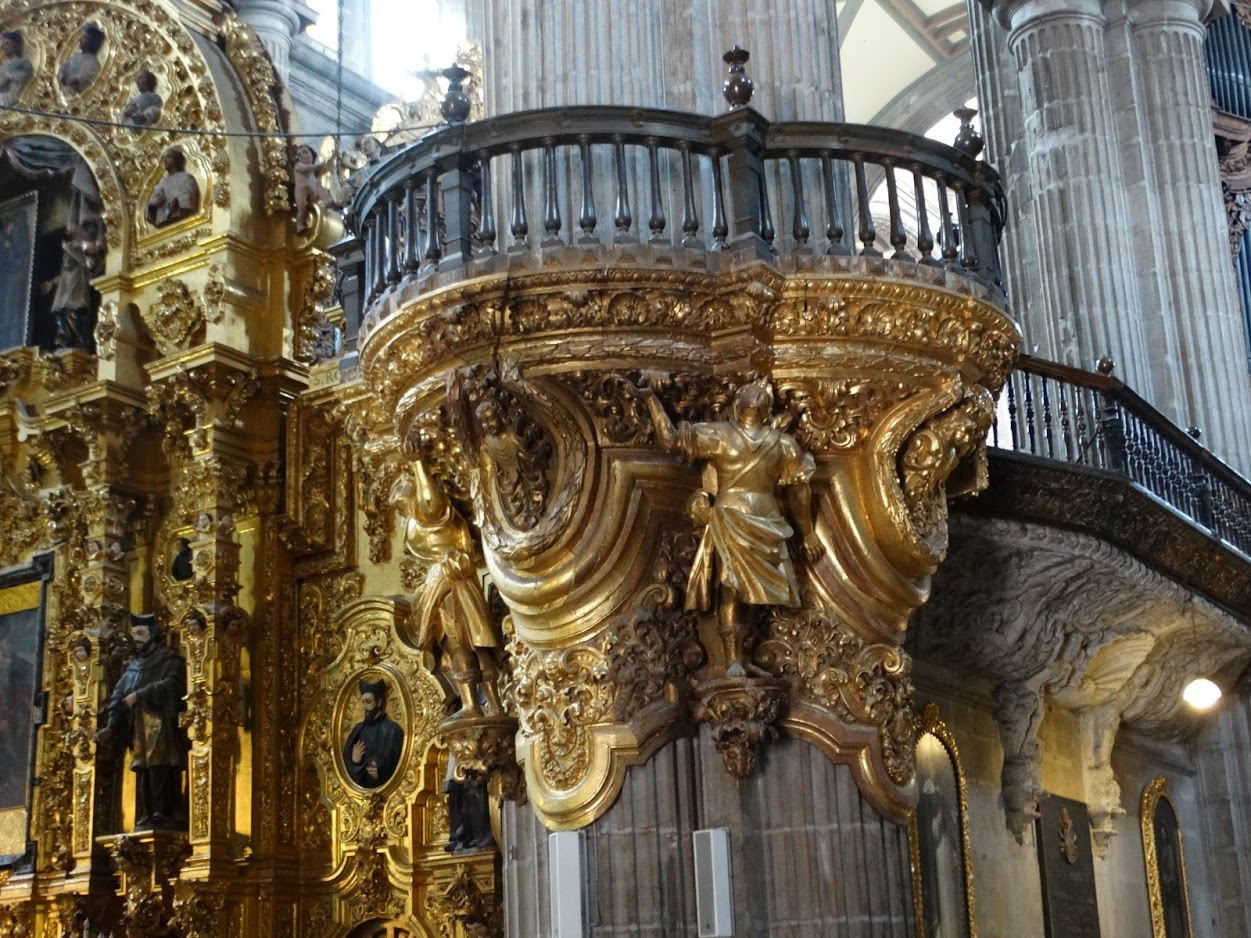
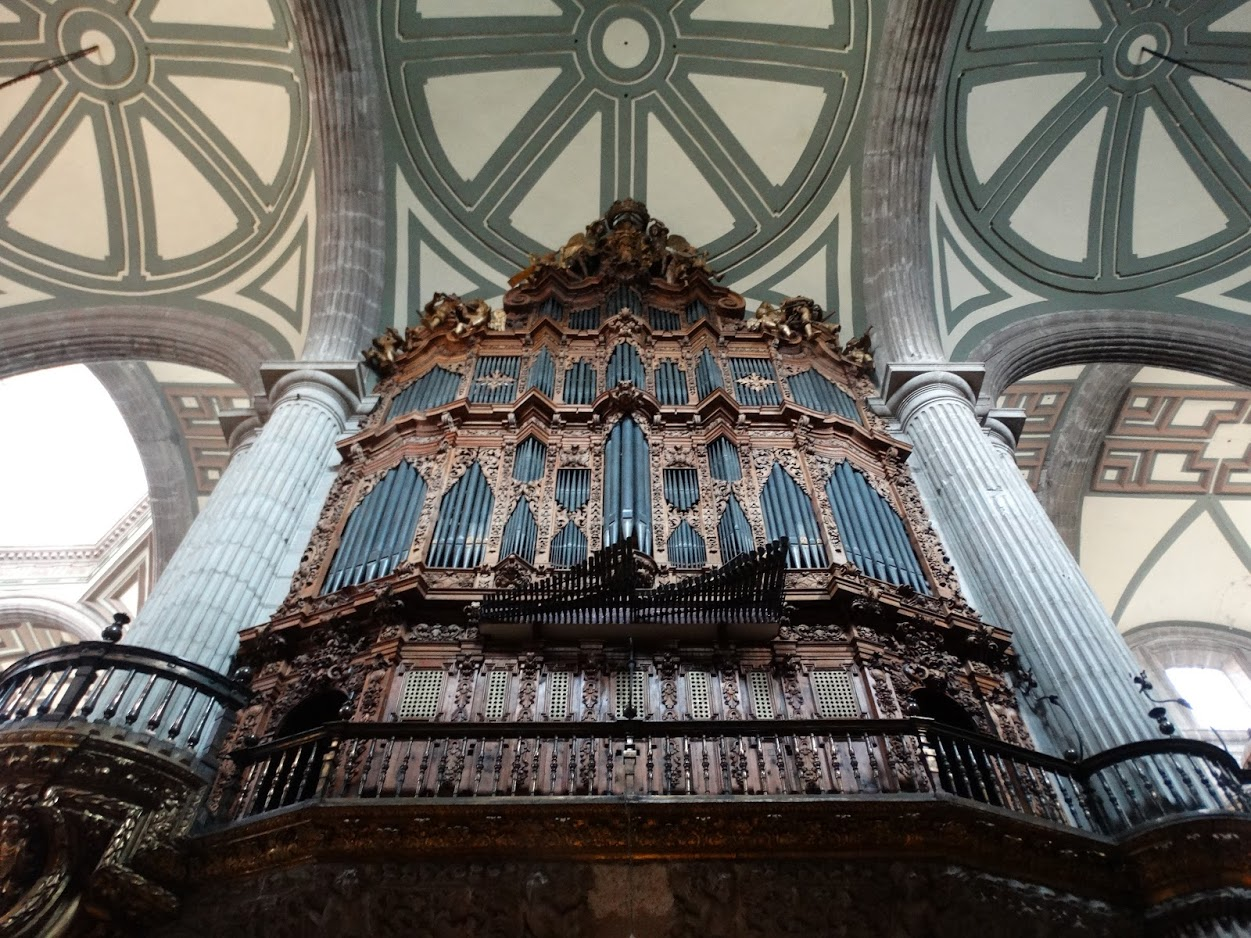
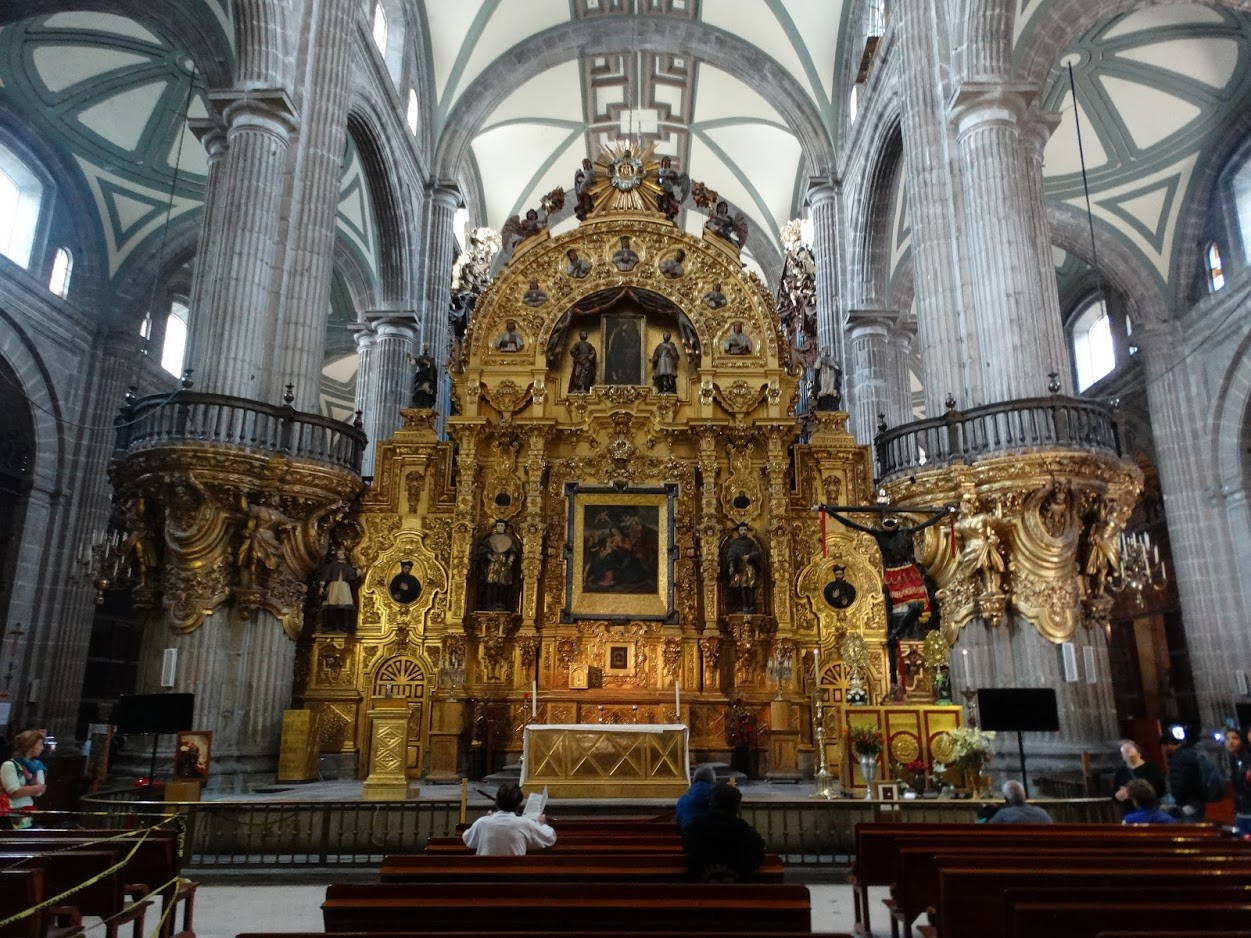
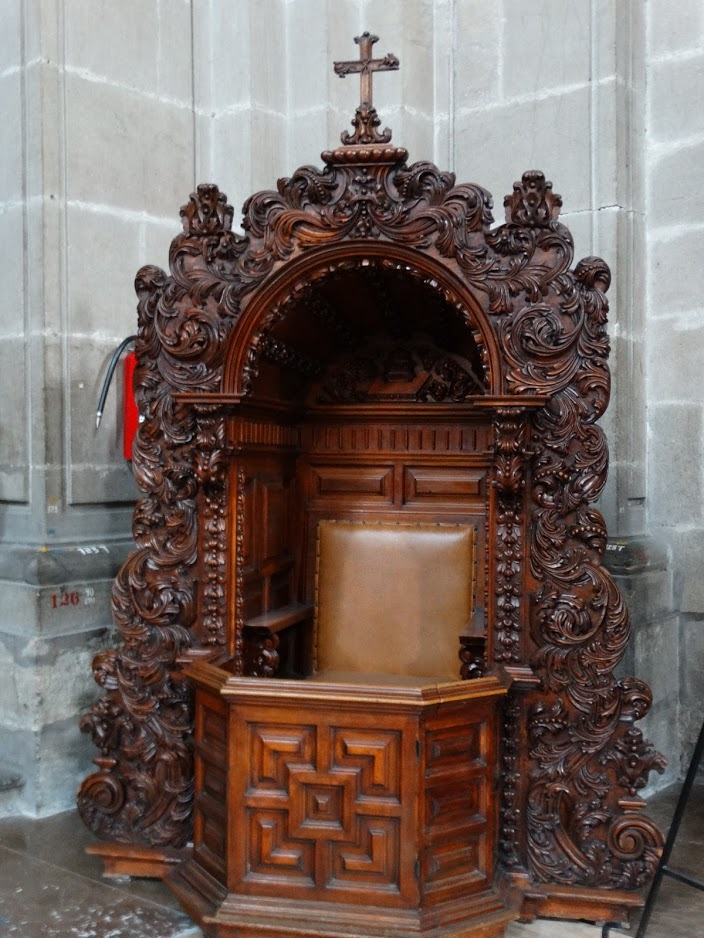
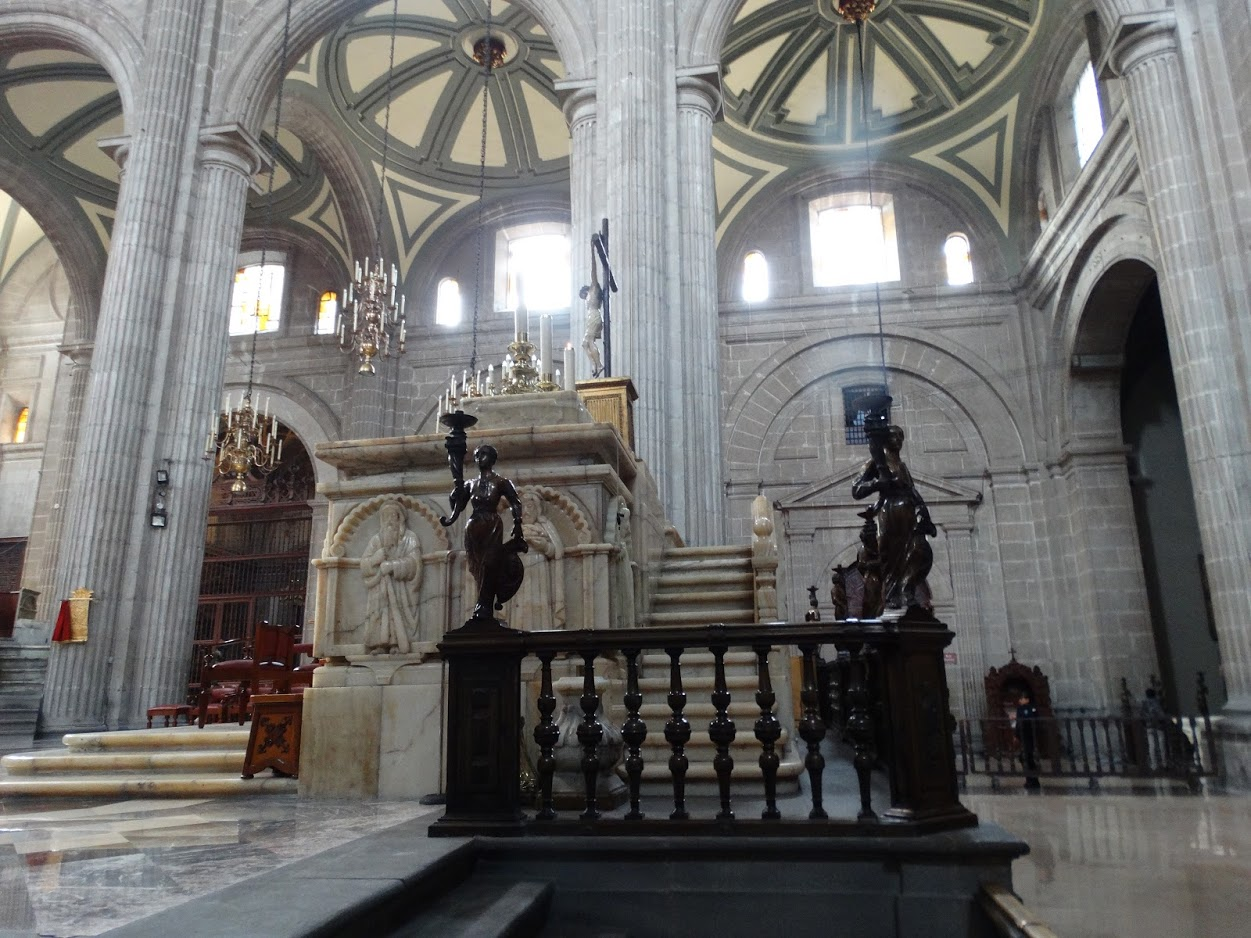
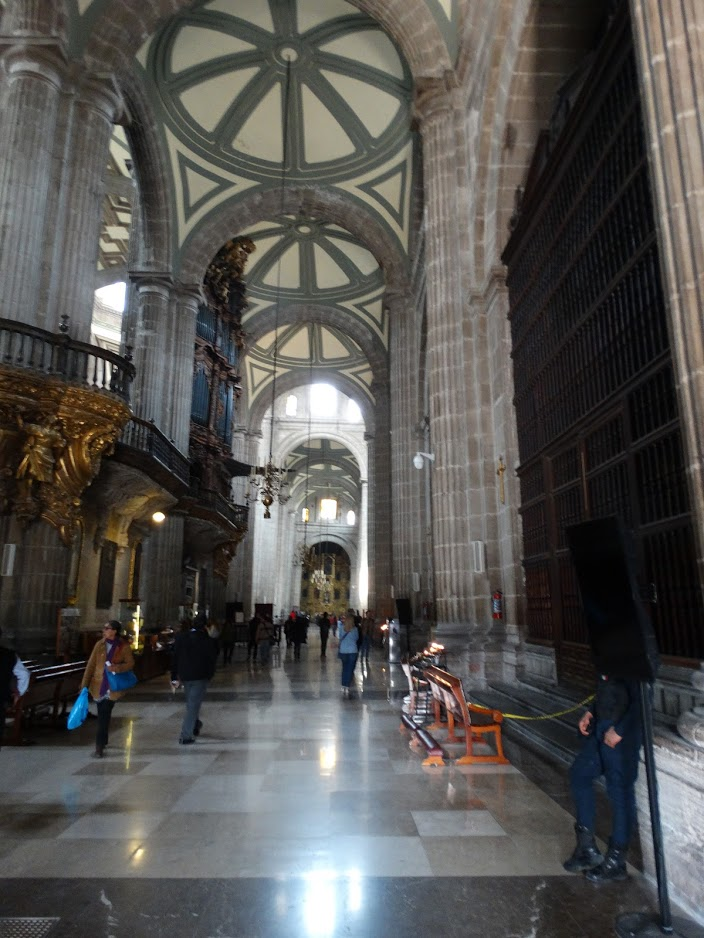
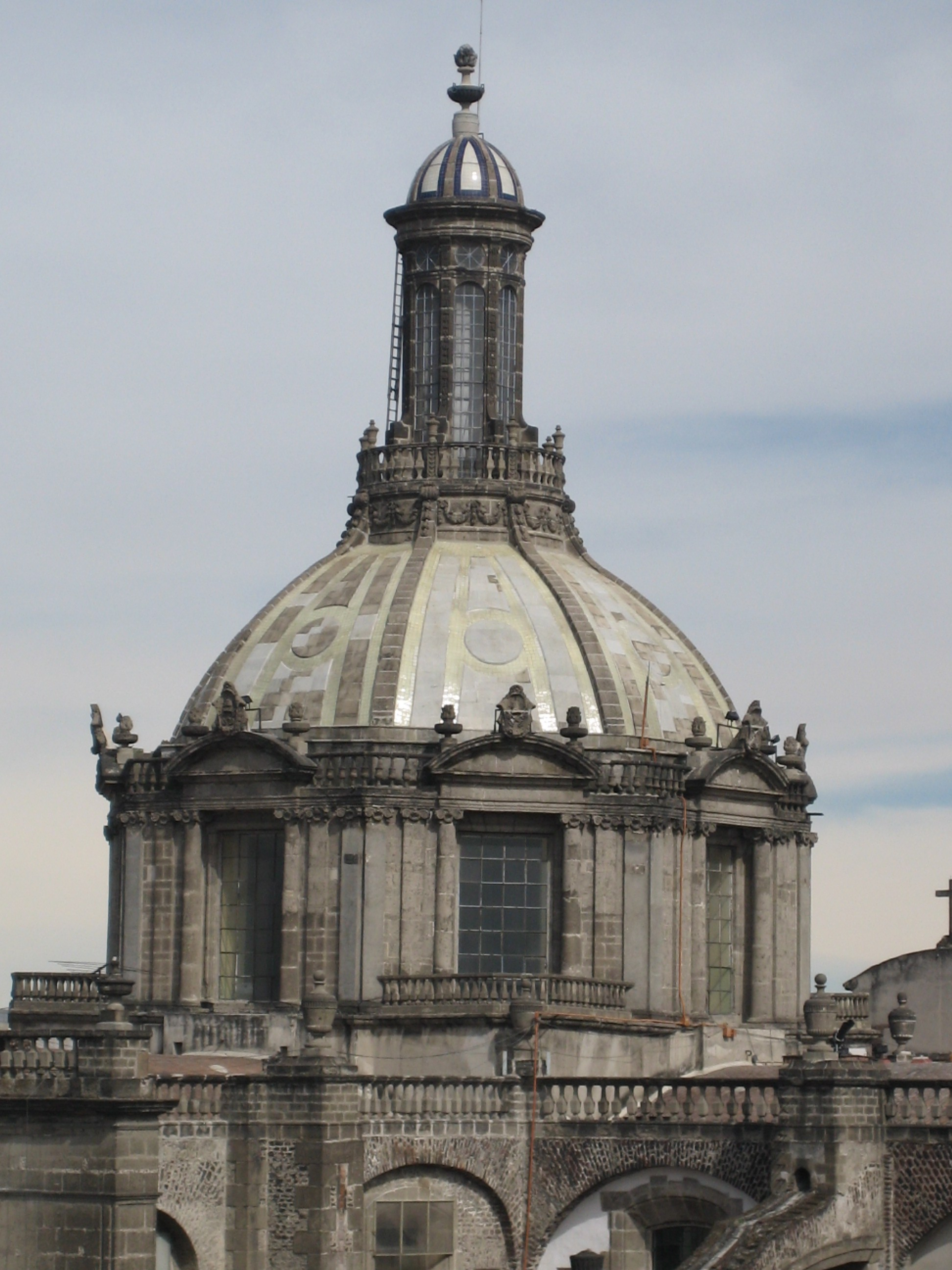
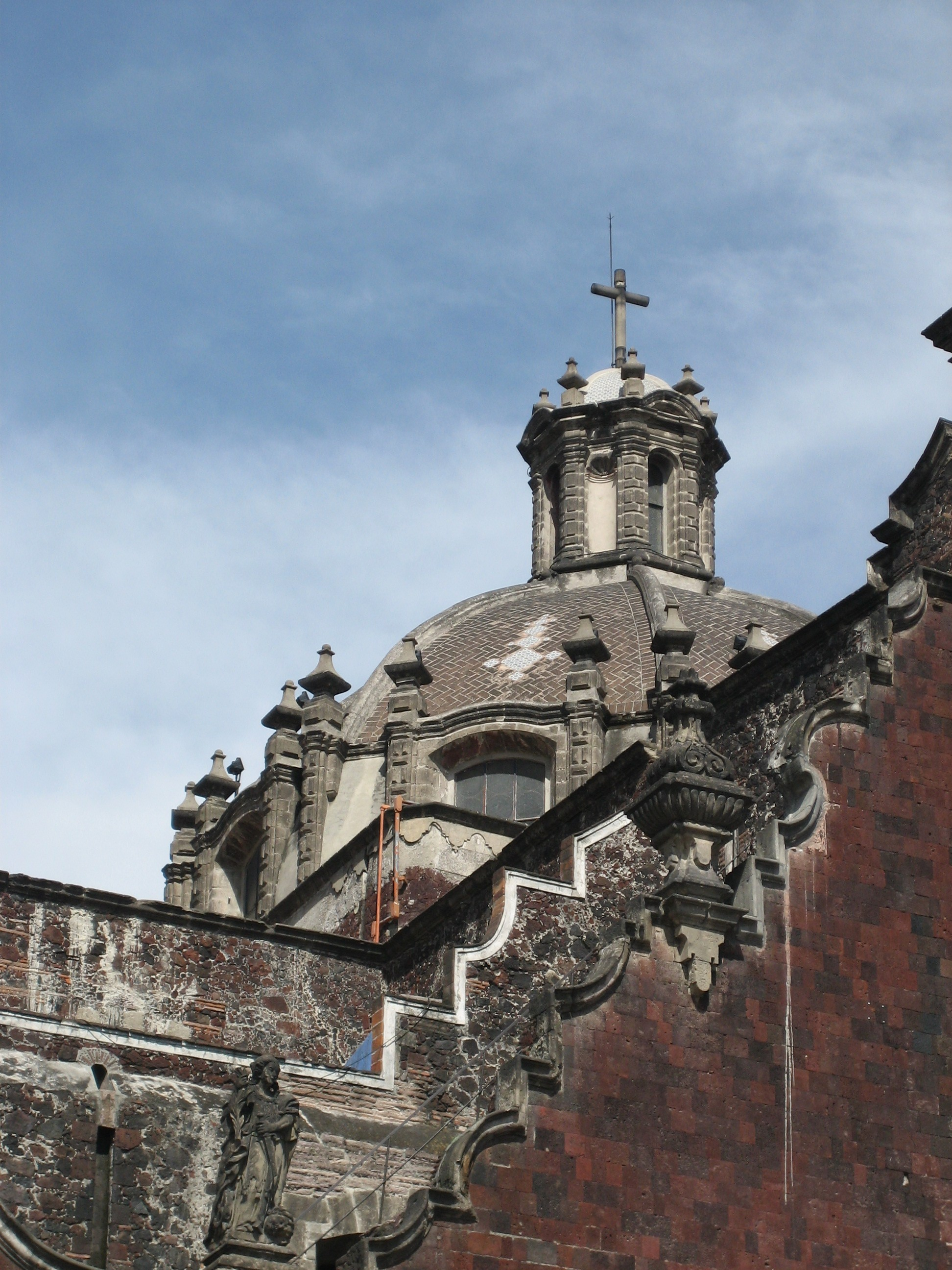